# روجر جو
روجر جو (21 يناير 1986 ببورت فيلا في فانواتو - ) هو لاعب كرة قدم فانواتي في مركز الدفاع. شارك مع منتخب فانواتو لكرة القدم. أما مع النوادي، فقد لعب مع Shepherds United F.C. ‏ وYatel F.C. ‏ ونادي تافيا ‏.

## وصلات خارجية
- روجر جو على موقع الاتحاد الدولي (مؤرشف)  (الإنجليزية)
- روجر جو على موقع قاعدة بيانات كرة القدم.إي يو (الإنجليزية)
- روجر جو على موقع Soccerway.com (الإنجليزية)